# Martin Vinnicombe
Martin Vinnicombe, född den 5 december 1964 i Melbourne, Australien, är en australisk tävlingscyklist som tog OS-silver i tempoloppet vid olympiska sommarspelen 1988 i Seoul. Han var tidigare gift med Lucy Tyler-Sharman som tog brons i cykling vid olympiska sommarspelen 1996.